# Solist (potatissort)
Solist är en tidig potatissort, ursprungligen från Tyskland. Den har på senare år även odlats i Sverige. 
Solist har ett något mjöligt gult kött med fint skal, blommande i vitt. Sorten är motståndskraftig mot sjukdomar.
Potatissorten utsågs till Årets potatis 2013.